# Safford Cape
Répertoire
Musique médiévale et de la Renaissance
Safford Cape, né à Denver dans le Colorado le 28 juin 1906 et mort à Bruxelles (Uccle) en Belgique le 26 mars 1973, est un compositeur, musicologue, interprète et chef de chœur américain, fondateur en 1933 de l'ensemble Pro Musica Antiqua de Bruxelles.

## Biographie
Après des études musicales à Denver, il arrive à Bruxelles en 1925 et étudie la composition avec Raymond Moulaert et la musicologie avec le musicologue Charles Van den Borren. Entre 1928 et 1932, il compose des morceaux pour piano, de la musique de chambre et des mélodies.
Sous l'impulsion de Charles Van den Borren, dont il a épousé la fille Marianne en 1927, il se consacre exclusivement, à partir de 1933, au mouvement du renouveau de la musique ancienne, avec son ensemble Pro Musica Antiqua, et surtout à la redécouverte des répertoires médiévaux et de la Renaissance. À Paris, il collabore jusqu'en 1939 à la réalisation d'une histoire de la musique sur disques qui est lancée sous le titre L'Anthologie sonore par le musicologue Curt Sachs. Favorisant l'interprétation avec accompagnement instrumental, autant dans les musiques profanes que religieuses, ses enregistrements pour le label Archiv Produktion (de) dans les années 1950 eurent, avec l'avènement du microsillon, une influence importante dans la redécouverte du Moyen Âge musical. Avec son ensemble, il fait des tournées en Europe, Amérique du Nord et du Sud et au Japon.
En 1957, il crée le Séminaire Européen de Musique Ancienne à Bruges et en 1961 une organisation similaire à Lisbonne, avec le soutien de la Fondation Calouste-Gulbenkian.